# Boris Colomanno
Boris Colomanno in ungherese Borisz Kalamanosz; in greco Βορίσης Καλαμάνος, trasl. Borìses Calamànos; in russo e in ucraino Борис Коломанович?, Boris Kolomanovič (Rus' di Kiev, 1114 circa – 1154 circa) fu un pretendente al trono del regno d'Ungheria attivo nella metà del XII secolo.
Figlio di Eufemia di Kiev, la seconda moglie di Colomanno il Bibliofilo, il re d'Ungheria, quando sua madre fu colta in flagranza d'adulterio, suo marito la espulse dal regno e non riconobbe mai Boris come suo discendente. Il bambino nacque nella Rus' di Kiev e si considerò invece sempre il legittimo erede del re. Egli rivendicò la corona d'Ungheria dopo che il primogenito e successore di Colomanno, Stefano II, morì nel 1131. Boris eseguì diversi tentativi volti a far valere le sue pretese contro i re Béla II e Géza II con l'assistenza della Polonia, del Sacro Romano Impero e dell'impero bizantino, ma fallì e fu ucciso in una battaglia. Ebbe uno o due figli da una donna bizantina che non avanzarono mai delle pretese sul trono magiaro.

## Biografia

### Primi anni

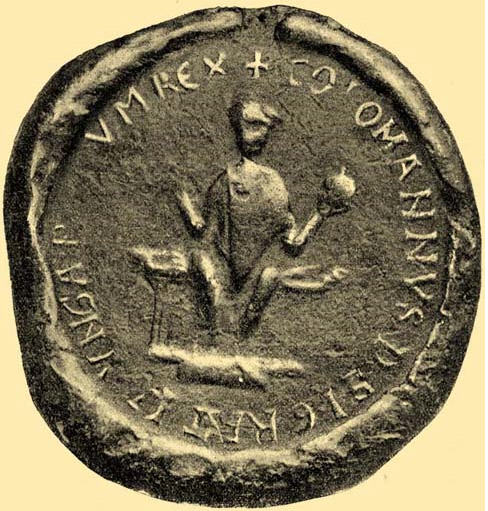
Sigillo reale di Colomanno il Bibliofilo, re d'Ungheria, che espulse sua moglie, la madre di Boris, dall'Ungheria per adulterio prima della nascita del figlio

Boris era il figlio di Eufemia di Kiev, figlia a sua volta di Vladimir II Monomaco, il futuro Gran principe di Kiev. Concessa in sposa al re Colomano d'Ungheria nel 1112, come narra la Chronica Picta «fu colta mentre commetteva il peccato di adulterio». Dopo aver scoperto la sua relazione clandestina, Colomanno allontanò immediatamente sua moglie dall'Ungheria. Eufemia prese la strada di casa e tornò nella Rus' di Kiev, dove diede alla luce Boris intorno al 1114. Il nome del neonato si dovette a San Boris, uno dei primi principi canonizzati della dinastia rjurikide. Re Colomanno non riconobbe mai suo figlio come legittimo discendente e quest'ultimo crebbe alla corte di suo nonno, Vladimir Monomaco, a Kiev.
Secondo la Chronica Picta, un gruppo di nobili magiari che desiderava assumere un peso più influente sulla politica della corte decisero di eleggere come sovrani due «conti[,] Bors e Ivan», quando il figlio e successore di Colomanno il Bibliofilo, Stefano II, si ammalò intorno al 1128. Tuttavia, Stefano II, una volta ripresosi dal morbo che lo affliggeva, ordinò l'esecuzione di Ivan ed espulse Bors, che si recò nell'impero bizantino. Secondo una teoria accademica, il conte Bors corrisponderebbe a Boris Colomanno, ma questa ipotesi non gode di ampio credito. Stefano II morì il 1º marzo 1131 e suo cugino, Béla il Cieco, gli succedette. Durante «un'assemblea del regno tenutasi vicino ad Arad» all'inizio della metà del 1131, la regina Elena di Rascia, moglie di Béla, ordinò il massacro di tutti i nobili accusati di aver suggerito l'accecamento del marito a re Colomanno, oltre che di chi si dimostrò contrario alla sua ascesa.

### Tentativi di acquisizione della corona magiara

#### Primo tentativo
Dopo la morte di Stefano II, Boris «rivendicò il regno di suo padre» e, secondo il coevo Ottone di Frisinga, cercò subito un alleato che potesse aiutarlo nel suo intento, da lui individuato nell'impero bizantino. Lo storico romeo Giovanni Cinnamo riferì che l'imperatore Giovanni II Comneno «gli riservò [a Boris] ogni onore e gli concesse in sposa una nobildonna della sua stessa famiglia». Tuttavia, secondo Ottone di Frisinga, Boris lasciò Costantinopoli per la Polonia perché l'imperatore non si dimostrava disponibile a fornirgli assistenza militare.
Dal canto suo, Boleslao III di Polonia si convinse ad assistere Boris perché desiderava creare una potente coalizione contro il Sacro Romano Impero. Anche alcuni ungheresi e varie truppe giunte dalla Rus' di Kiev si unirono a Boris, credendo nella sua causa; l'esercito congiunto, il quale vantava anche qualche elemento polacco, invase l'Ungheria nell'estate del 1132. Tuttavia, Béla il Cieco non era rimasto nel frattempo inerte e si era alleato con Leopoldo III d'Austria. Prima di scagliare un contrattacco ai danni del rivale, Béla convocò un consiglio militare sul fiume Sajó, situato tra Ungheria e Slovacchia. La Chronica Picta racconta che il re chiese agli «eminenti uomini dell'Ungheria» presenti se fossero a conoscenza del fatto che Boris «fosse un bastardo o un figlio legittimo di re Colomanno». In quell'occasione, i collaboratori del re attaccarono e uccisero tutti coloro che si rivelarono «sleali e incerti nelle risposte». Boris, il quale confidava nel fatto che la maggioranza dei signori magiari appoggiasse la sua pretesa, mandò invano uno dei suoi sostenitori all'accampamento di Béla per incitarli a scatenare un ammutinamento.
(Chronica Picta)
Béla provò a persuadere il monarca polacco ad abbandonare l'appoggio riservato al pretendente ungherese; tuttavia, Boleslao non cambiò la sua presa di posizione. Nella battaglia decisiva che ne seguì, combattuta sul fiume Sajó il 22 luglio 1132, le truppe ungheresi e austriache surclassarono Boris e i suoi alleati.
Considerata la grave battuta d'arresto riportata sul Sajó, Boleslao III non fu più nella condizione di poter assistere Boris, la cui posizione si era decisamente indebolita, ragion per cui nell'agosto del 1135 il polacco stipulò una pace con la controparte.

#### Secondo tentativo
Boris visitò Corrado III di Svevia, accompagnato dal cognato di Corrado, Vladislao II, duca di Boemia, alla fine del 1145. Stando a quanto riferisce Ottone di Frisinga, egli si lamentò «versando lacrime e mostrando grande afflizione» di essere stato privato del suo patrimonio, implorando Corrado di aiutarlo nella sua corsa al trono ungherese. Ladislao II e sua moglie, Gertrude di Babenberg, la quale sosteneva le rivendicazioni di Boris, persuase Corrado a lasciare che Boris reclutasse dei mercenari in Austria e Baviera.
Boris prese d'assalto l'Ungheria e si diresse verso la fortezza di Presburgo (l'odierna Bratislava, in Slovacchia). Géza II, il figlio e successore di Béla il Cieco salito nel frattempo al potere, marciò con i soldati della corona e impose presto un blocco alla fortezza, convincendo i mercenari di Boris ad arrendersi senza opporre resistenza in cambio di denaro. A titolo di rappresaglia per il sostegno di Boris, Géza invase l'Austria e sconfisse l'esercito di Enrico II di Babenberg, duca di Baviera, nella battaglia del Fischa dell'11 settembre 1146.
(Ottone di Frisinga, Gesta Friderici Imperatoris)

#### Terzo tentativo

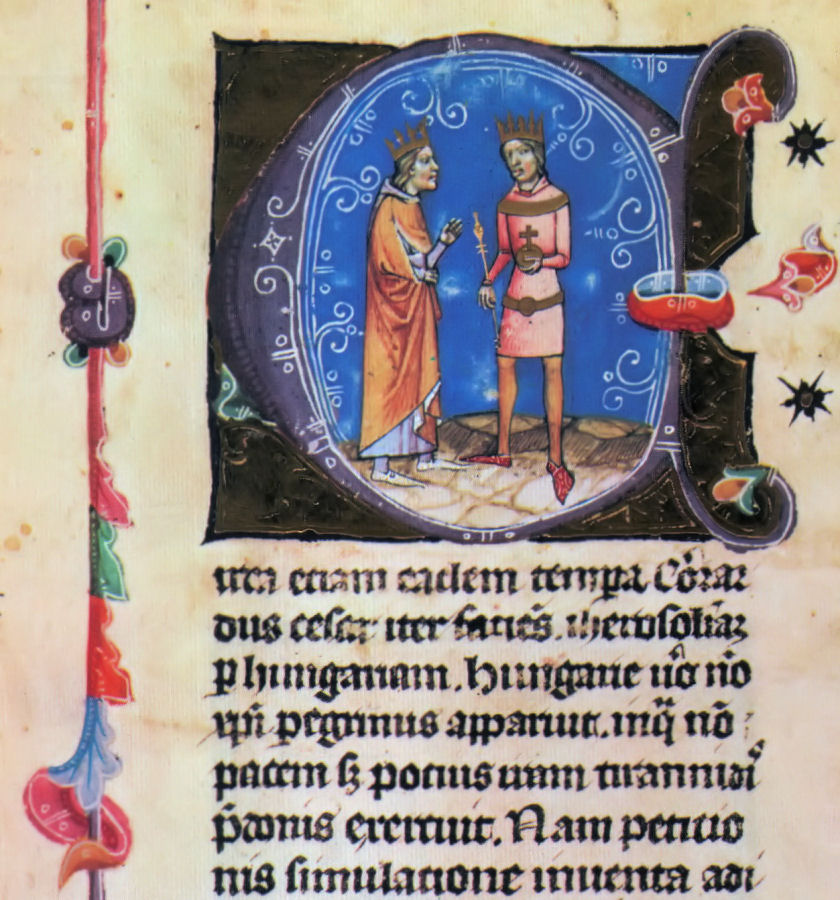
L'avversario di Boris, Géza II d'Ungheria, incontra Luigi VII di Francia, il re a cui prestava servizio in quel contesto Boris, durante la seconda crociata. Miniatura tratta dalla Chronica Picta

Nel Natale del 1146, Corrado III dichiarò la sua intenzione di condurre una crociata in Terra santa. Boris decise di unirsi ai crociati tedeschi e sfruttare l'occasione di transitare in Ungheria. Tuttavia, secondo il cronista Oddone di Deuil, Géza, il quale sapeva che «poteva conseguire più facilmente i suoi obiettivi ricorrendo all'oro piuttosto che con la forza, concesse molto denaro ai tedeschi ed evitò così di venire attaccato». Boris non rinunciò comunque al suo sogno, poiché la Chronica Picta racconta che alcuni nobili ungheresi promisero a Boris che, «se gli fosse stato possibile accedere nel territorio del regno, molti lo avrebbero eletto proprio signore e, abbandonando il re, si sarebbero uniti a lui».
Egli decise pertanto di stringere contatti con Luigi VII di Francia, il quale stava anch'egli marciando attraverso l'Europa centrale verso la Terra Santa, confidandogli le sue pretese sul trono ungherese. Luigi VII non rispose alla sua lettera, evento che spinse Boris a convincere due nobili francesi ad assisterlo nascondendolo tra i crociati cisalpini che seguirono i tedeschi verso sud. Re Luigi VII di Francia e i suoi uomini arrivarono in Ungheria in agosto; quando Géza apprese che il suo avversario si trovava con i francesi, chiese che venisse fatto prigioniero e portato alla sua corte. Molto probabilmente, secondo lo storico Ferenc Makk, Luigi rifiutò di adempiere perché la moglie di Boris era imparentata con l'imperatore bizantino, Manuele I Comneno. Egli sorvegliò a vista Boris e, come riferisce Oddone di Deuil, «lo scortò fuori dall'Ungheria». Dopo aver lasciato il regno, Boris decise di trasferirsi nuovamente a sud, nell'impero bizantino.

### Ultimi anni
Dopo che ogni suo piano volto a ottenere la corona fallì, Boris si trasferì stabilmente nell'impero bizantino. Nel corso della guerra scoppiata tra Costantinopoli e l'Ungheria nel tardo autunno del 1150, Boris combatté nell'esercito romeo. Su ordine dell'imperatore Manuele, saccheggiò la regione del fiume Timiș e costrinse un'armata meno numerosa dei magiari a ritirarsi. Si ritirò dal territorio ungherese solo dopo che Géza II arrivò alla frontiera a capo dell'esercito reale.
Boris morì nel 1153 o 1154, con Ottone di Frisinga che testimonia come Boris «fu colpito e ucciso da una freccia [di un arco] scagliata da un ignoto cumano» mentre combatteva contro l'Ungheria non molto tempo prima del 1156. Dal canto suo, lo storico bizantino Niceta Coniata riferisce invece di «un certo Kalmanos» che «subì una ferita mortale e lasciò questa vita» durante una battaglia combattuta contro gli «Sciti» (verosimilmente Peceneghi o Cumani), responsabili di un attacco nei territori romei lungo il Basso Danubio qualche tempo dopo la campagna di Manuele del 1150 contro l'Ungheria.

## Discendenza
Secondo Oddone di Deuil, la moglie di Boris era una nipote dell'imperatore Manuele I Comneno, ma il suo nome e la sua famiglia restano sconosciuti. Lo storico Raimund Kerbl afferma che la sua figura corrisponderebbe ad Anna Ducaina, in quanto si definiva kralaina ("regina") in uno statuto emesso nel settembre 1157. La donna adottò il nome monastico Arete dopo la morte del marito. Boris sposò la moglie bizantina prima di recarsi in Polonia alla fine del 1131 o all'inizio del 1132, perché Ottone di Frisinga menziona il suo matrimonio prima del suo viaggio a Cracovia.
Il primo figlio di Boris, il sebastos Costantino Colomanno, fu governatore bizantino della Cilicia tra il 1163 e il 1175. Lo storico Makk identifica un certo Stefano, che secondo Giovanni Cinnamo era il cugino del detronizzato Stefano IV d'Ungheria, come il secondogenito di Boris. Né Costantino né Stefano tentarono di impadronirsi del trono ungherese o avanzarono qualche pretesa ufficiale.

## Ascendenza
|                                    |                                 |                                   | Genitori                                   |  |  | Nonni |  |  | Bisnonni              |  |  | Trisnonni |  |
|                                    |                                 |                                   |                                            |  |  |       |  |  | Béla I, re d'Ungheria |  |  | Vazul     |  |
|                                    |                                 |                                   |                                            |  |  |       |  |  | Béla I, re d'Ungheria |  |  | Vazul     |  |
|                                    |                                 | …                                 |                                            |  |  |       |  |  | Béla I, re d'Ungheria |  |  |           |  |
| Géza I, re d'Ungheria              |                                 |                                   |                                            |  |  |       |  |  | Béla I, re d'Ungheria |  |  |           |  |
|                                    |                                 | Richeza di Polonia                | Miecislao II, re di Polonia                |  |  |       |  |  |                       |  |  |           |  |
|                                    |                                 | Richeza di Polonia                | Miecislao II, re di Polonia                |  |  |       |  |  |                       |  |  |           |  |
|                                    |                                 | Richeza di Polonia                | Richeza di Lotaringia                      |  |  |       |  |  |                       |  |  |           |  |
| Colomanno, re d'Ungheria           |                                 | Richeza di Polonia                |                                            |  |  |       |  |  |                       |  |  |           |  |
|                                    |                                 | …                                 | …                                          |  |  |       |  |  |                       |  |  |           |  |
|                                    |                                 | …                                 | …                                          |  |  |       |  |  |                       |  |  |           |  |
|                                    |                                 | …                                 | …                                          |  |  |       |  |  |                       |  |  |           |  |
| Sofia                              |                                 | …                                 |                                            |  |  |       |  |  |                       |  |  |           |  |
|                                    |                                 | …                                 | …                                          |  |  |       |  |  |                       |  |  |           |  |
|                                    |                                 | …                                 | …                                          |  |  |       |  |  |                       |  |  |           |  |
|                                    |                                 | …                                 | …                                          |  |  |       |  |  |                       |  |  |           |  |
| Boris Colomanno                    |                                 | …                                 |                                            |  |  |       |  |  |                       |  |  |           |  |
|                                    | Vsevolod, gran principe di Kiev | Jaroslav I, gran principe di Kiev |                                            |  |  |       |  |  |                       |  |  |           |  |
|                                    | Vsevolod, gran principe di Kiev | Jaroslav I, gran principe di Kiev |                                            |  |  |       |  |  |                       |  |  |           |  |
|                                    | Vsevolod, gran principe di Kiev | Ingegerd Olofsdotter di Svezia    |                                            |  |  |       |  |  |                       |  |  |           |  |
| Vladimir II, gran principe di Kiev | Vsevolod, gran principe di Kiev |                                   |                                            |  |  |       |  |  |                       |  |  |           |  |
|                                    |                                 | Anastasia Monomachina             | Costantino IX Monomaco, basileus dei Romei |  |  |       |  |  |                       |  |  |           |  |
|                                    |                                 | Anastasia Monomachina             | Costantino IX Monomaco, basileus dei Romei |  |  |       |  |  |                       |  |  |           |  |
|                                    |                                 | Anastasia Monomachina             | Elena Scleraina                            |  |  |       |  |  |                       |  |  |           |  |
| Eufemia di Kiev                    |                                 | Anastasia Monomachina             |                                            |  |  |       |  |  |                       |  |  |           |  |
|                                    |                                 | …                                 | …                                          |  |  |       |  |  |                       |  |  |           |  |
|                                    |                                 | …                                 | …                                          |  |  |       |  |  |                       |  |  |           |  |
|                                    |                                 | …                                 | …                                          |  |  |       |  |  |                       |  |  |           |  |
| Eufemia                            |                                 | …                                 |                                            |  |  |       |  |  |                       |  |  |           |  |
|                                    |                                 | …                                 | …                                          |  |  |       |  |  |                       |  |  |           |  |
|                                    |                                 | …                                 | …                                          |  |  |       |  |  |                       |  |  |           |  |
|                                    |                                 | …                                 | …                                          |  |  |       |  |  |                       |  |  |           |  |
|                                    |                                 | …                                 |                                            |  |  |       |  |  |                       |  |  |           |  |

### Esplicative
1. ↑  Il suo nome di battesimo era Boris (ellenizzato da Giovanni Cinnamo in Βορίσης, Borisēs):  Giovanni Cinnamo, Joannis Cinnami Epitome rerum ab Joanne et Alexio Commenis gestarum, a cura di August Meineke, Weber, 1836,  pp. 117-118. A Costantinopoli era conosciuto comunemente come Kalamanos: Annali di Niceta Coniata, p. 432. Nella storiografia russa, viene indicato nelle versioni Борис Коломанович (Boris Kolomanovič) o, più riassuntivamente, Кальманович (Kalmanovič): (RU) Mikhail Bibikov, BYZANTINOROSSICA: Свод византийских свидетельств о Руси, II, ЛитРес, 2014,  p. 458, ISBN 978-5-457-36461-5.

### Bibliografiche
1. 1 2 3 4 5  Makk (1994), p. 120.
2. ↑  Font (2001), p. 79.
3. ↑  Font (2001), pp. 79-80.
4. 1 2 3 4 5 6  Engel (2001), p. 50.
5. ↑  Chronica Picta, cap. 149, p. 132.
6. 1 2 3  Font (2001), p. 81.
7. ↑  Chronica Picta, cap. 158, p. 135.
8. 1 2  Makk (1989), p. 25.
9. ↑  Makk (1989), p. 26.
10. ↑  Chronica de duabus civitatibus, cap. 7.21, pp. 429-430.
11. 1 2  Makk (1989), pp. 31, 135.
12. ↑  Atti di Giovanni e Manuele Comneno, 3.11, p. 93.
13. 1 2 3  Makk (1989), p. 32.
14. ↑  Makk (1989), pp. 32-33.
15. 1 2  Chronica Picta, cap. 161.115, p. 136.
16. ↑  Kristó e Makk (1996), p. 168.
17. 1 2  Kristó e Makk (1996), p. 169.
18. ↑  Chronica Picta, cap. 161.115-116, pp. 136-137.
19. ↑  Kristó e Makk (1996), pp. 169-170.
20. 1 2 3  Makk (1989), p. 33.
21. ↑  Chronica de duabus civitatibus, cap. 7.34, p. 444.
22. 1 2 3 4  Makk (1989), p. 36.
23. ↑  Berend et al. (2013), pp. 226-227.
24. 1 2  Makk (1989), p. 39.
25. ↑  Gesta Friderici Imperatoris, cap. 1.31, pp. 64-65.
26. ↑  Runciman (2014), pp. 504-505.
27. ↑  Makk (1989), pp. 39-40.
28. 1 2 3 4 5 6 7 8 9  Makk (1989), p. 40.
29. 1 2  De Profectione Ludovici VII in Orientem, p. 35.
30. ↑  Chronica Picta, cap. 166.120, p. 138.
31. ↑  Papo e Papo (2000), p. 124.
32. ↑  Makk (1989), p. 46.
33. ↑  Makk (1989), pp, 55-56.
34. 1 2  Makk (1989), p. 56.
35. ↑  Berend et al. (2013), p. 229.
36. ↑  Gesta Friderici Imperatoris, cap. 2.53, p. 168.
37. 1 2  Makk (1989), p. 148.
38. ↑  Annali di Niceta Coniata, 2.94, p. 54.
39. ↑  Makk (1989), pp. 135, 145.
40. 1 2  Makk (1989), p. 135.
41. ↑  Makk (1994), p. 68.
42. ↑  Makk (1994), p. 121.

### Fonti primarie
- (EN) Giovanni Cinnamo, Deeds of John and Manuel Comnenus by John Kinnamos, traduzione di Charles M. Brand, Columbia University Press, 1976, ISBN 0-231-04080-6.
- Niceta Coniata, O City of Byzantium, Annals of Niketas Choniatēs, traduzione di Harry J. Magoulias, Wayne State University Press, 1984, ISBN 978-0-8143-1764-8.
- Oddone di Deuil, De Profectione Ludovici VII in Orientem: La spedizione di Luigi VII in Oriente (PDF), a cura di Eugenio Borgio.
- Ottone di Frisinga, Gesta Friderici Imperatoris, traduzione di Charles Christopher Mierow, Columbia University Press, 2004, ISBN 0-231-13419-3.
- (EN) Dezső Dercsényi, Leslie S. Domonkos (a cura di), Chronica Picta, Corvina, Taplinger Publishing, 1970, ISBN 0-8008-4015-1.
- Ottone di Frisinga, The Two Cities: A Chronicle of Universal History to the Year 1146 A. D. by Otto, Bishop of Freising, traduzione di Charles Christopher Mierow, Columbia University Press, 1928.

### Fonti secondarie
- (EN) Nora Berend, Przemysław Urbańczyk e Przemysław Wiszewski, Central Europe in the High Middle Ages: Bohemia, Hungary and Poland, c.900-c.1300, Cambridge University Press, 2013, ISBN 978-11-07-65139-5.
- (EN) Pál Engel, The Realm of St Stephen: A History of Medieval Hungary, 895-1526, I.B. Tauris Publishers, 2001, ISBN 1-86064-061-3.
- (EN) Márta Font, Koloman the Learned, King of Hungary, Szegedi Középkorász Műhely, 2001, ISBN 963-482-521-4.
- (HU) Gyula Kristó e Ferenc Makk, Az Árpád-ház uralkodói [Sovrani della casata degli Arpadi], I.P.C. Könyvek, 1996, ISBN 963-7930-97-3.
- (EN) Ferenc Makk, The Árpáds and the Comneni: Political Relations between Hungary and Byzantium in the 12th century, traduzione di György Novák, Akadémiai Kiadó, 1989, ISBN 963-05-5268-X.
- (HU) Ferenc Makk, Borisz, in Gyula Kristó, Pál Engel e Ferenc Makk, Korai magyar történeti lexikon (9-14. század) [Enciclopedia dell'Antica Storia Ungherese (IX-XIV secolo)], Akadémiai Kiadó,  pp. 120-121, ISBN 963-05-6722-9.
- Adriano Papo e Gizella Nemeth Papo, Storia e cultura dell'Ungheria: dalla preistoria del bacino carpatodanubiano all'Ungheria dei giorni nostri, Rubbettino, 2000, ISBN 978-88-72-84988-0.
- Steven Runciman, Storia delle Crociate, Bur, 2014, ISBN 978-88-58-66672-2.

| Controllo di autorità | VIAF (EN) 4119149844953802960002 · ISNI (EN) 0000 0004 9671 1869 · LCCN (EN) nb2017012153 · GND (DE) 1136981071 · J9U (EN, HE) 987007415566505171 |